# Arachosie

L'Arachosie, vers -300

Empire achéménide

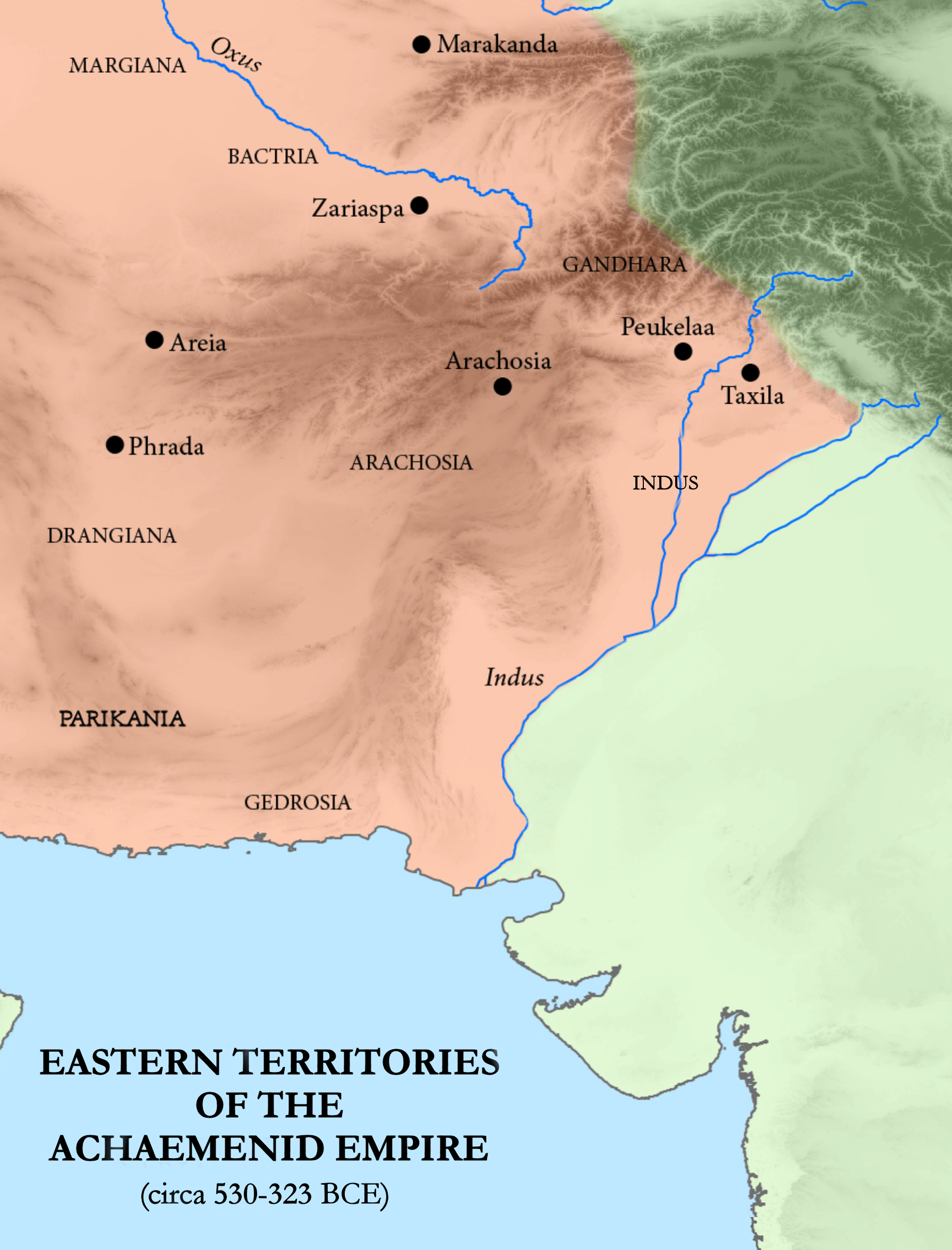
Provinces orientales de l'Empire achéménide.

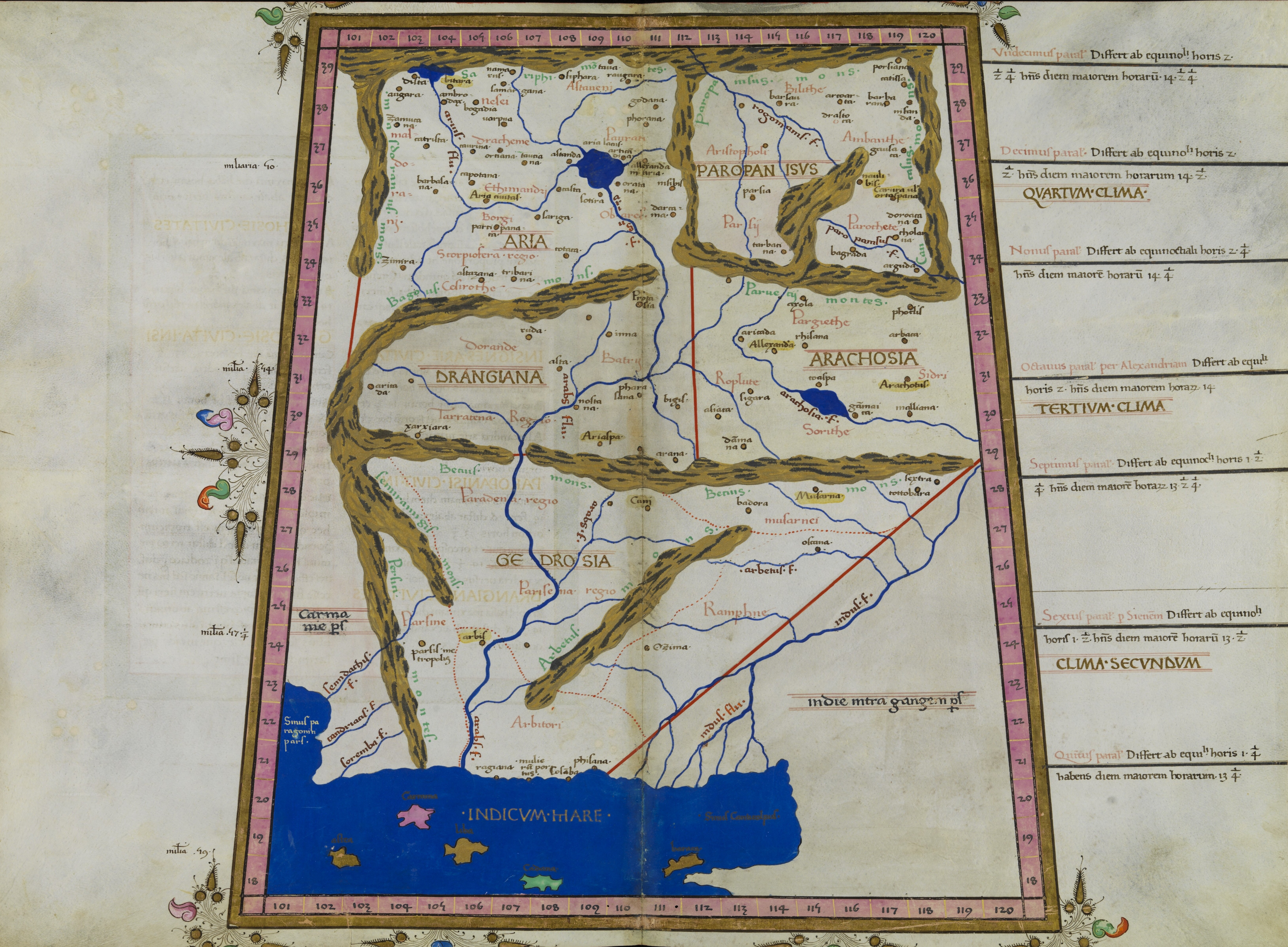
Nicolaus Germanus, reconstitution de la Carte de Ptolémée, vers 1470

L’Arachosie (ou Arachosia ou Haraiva, en perse : Harahuvatiš, « bien arrosé ») est une région située au Sud-est de l'Afghanistan et une ancienne satrapie de l'Empire perse achéménide le long de la rivière Tarnak. Arachosie est le nom dérivé du grec : Arachotos, une forme hellénisée du Perse ancien Harahuvatiš, le nom du fleuve Helmand ; elle correspond au Baloutchistan. Dans l'antiquité, le Baloutchistan est appelé Arachosie par les Grecs.
La région est également connue sous le nom de Zabulistan au Moyen Âge. Elle se trouve sur la route à l'Est de l'Iran qui passe à travers les montagnes dans la vallée de l'Indus. À son extension maximale l'Arachosie s'étendait au Sud de l'Afghanistan, ainsi que sur des parties du Pakistan et de l'Inde. La rivière Helmand parcourt aussi la région et fournit des terres très fertiles dans le Sud de l'Afghanistan.
Après la chute de la dynastie Achéménides, Alexandre le Grand l’occupa en -330 et fonda Alexandrie d’Arachosie (l’actuelle Kandahar) qui en devint la capitale. Elle fit ensuite partie du royaume gréco-bactrien de -250 à -130 environ, avant d'être conquise par les Sassanides.

## Délimitation
L’Arachosie occupait des provinces à cheval sur l’Afghanistan et le Pakistan, soit le Baloutchistan, et s'étendait par certaines vallées jusqu’aux confins de la vallée de l’Indus. Il n’est plus possible aujourd’hui de décrire plus précisément ses limites. D’après les données de chroniqueurs et historiens hellénistiques, les régions voisines de l’Arachosie étaient : à l’ouest la Drangiane, la Sattagidie et le désert du Makran ; au sud la Gédrosie, au Nord Gandhara, et par certaines vallées elle communiquait avec la Bactriane ; et à l’est le Sindhu. La capitale de la région était déjà Kandahar (dont le nom est la transcription locale : Is-kandar, d’Alexandre), c’est-à-dire Alexandrie d’Arachosie. Par Claude Ptolémée, nous savons que les Grecs ont fondé d’autres villes dans ce pays.
Isidore de Charax est souvent cité pour sa description de l’Arachosie au Ier siècle av. J.-C. : les habitants sont hellénophones, les villes ont des noms grecs remontant à l'époque des Gréco-Bactriens et des Gréco-hindous.

## Toponymie
Dans la Vendidâd, composée en perse avestique, cette immense région est désignée sous le nom de Haraxvaitī (la copule -axᵛa- n'appartient pas à la grammaire de l’avestique) et en sanskrit védique comme le Sarasvatī (litt. « royaume des marais »), où elle est décrite comme une rivière cosmique de même statut que l’Anahita. Sur le bas-relief de Behistun rédigé en vieux-perse, l’Arachosie est appelée tantôt Harauvatiya, tantôt Harahuvatiš : elle y est citée comme l'un des foyers de rébellion contre le roi des rois Darius Ier. En langue élamite, la région est nommée Ha(r)-ra-u-ma-ti-iš, Ha(r)-ru-ma-ti-iš, hyrwty etc. ; en araméen, Haraxvatī, et en babylonien KUR a-ru-ha-at-ti ou a-ru-hat,.
Pour les Européens, la région fut d'abord connue par les conquêtes d'Alexandre le Grand, sous le nom d’Arachosia (forme latinisée du grec Αραχωσία). Ptolémée et Strabon, qui donnent le nom de plusieurs villes de la région, lui attribuent une capitale et un grand fleuve homonyme, qu'ils appellent « Arachotus » ; au XIXe siècle, on identifiait ce fleuve avec l'Arghandab.
Les historiens et géographes arabes employaient les toponymes Arokhaj, Rokhaj, Al-rokhaj, Roh Kaj voire simplement Roh.

## Les peuples d'Arachosie
Dès l'Antiquité, l’Arachosie était un carrefour où se mêlaient de nombreuses ethnies, certaines indo-iraniennes, d'autres turques ou sémites. La communauté ethnique la plus importante était celle des Arattas/Aroras (latin Eoritæ), ou Arokha. Puis venaient les Rhoplutéens, les Sidris/Satris et les Parsaetéens. Étonnamment, on ne trouve mention d'aucune de ces nations chez Hérodote, et encore moins de l’Arachosie ou de peuples Arachosiens, qu'il confondait sans doute sous le terme collectif de Thaminéens (grec : Θαμιναει), ce qui invite à conclure qu'il y a eu des luttes hégémoniques entre les différentes ethnies et que le peuple autochtone des Thaminéens a été subjugué par des néo-Arachosiens. L'occasion de ce bouleversement aurait pu être la campagne d'Alexandre contre les Perses et les soulèvements plus anciens à l'intérieur de l'empire perse : pour remédier à leur faiblesse militaire dans les provinces les plus orientales, les souverains achéménides auraient institué un glacis désert. Autre peuple religieux du Nord-ouest de l’Arachosie, les Pakhas ou Paktas (Paktyans chez Hérodote) de langue védique, importante minorité hindoue du Khorasan, sont les ancêtres des Pashai dardophones contemporains, décrits entre autres par Marco Polo ou l'empereur moghol Babur. Les autres peuplades étaient les Ormuri iraniens et les Gavars, qui ne sont plus qu'une minorité.
Il ne subsiste aujourd'hui presque aucun des descendants des anciens habitants de l’Arachosie dans la région de Kandahar, soit qu'ils soient réduits à de très petits groupes, soit qu'ils aient abandonné leur pays au cours de l'expansion de l’Islam et de l’islamisation de cette partie de l'Asie. C'est ainsi que les premiers Arora ont déserté Kandahar entre le VIIIe et le Xe siècle pour gagner l'Inde et éviter les Ghaznévides et les Perses islamisés.

## Histoire
Le Nord et le Nord-ouest de l’Arachosie faisaient partie de l’Empire mède avant de devenir une satrapie de l’Empire achéménide vers 550 av. J.-C. Alexandre le Grand envahit l'Arachosie lors de sa conquête de la Perse dans les années 320 av. J.-C. et fonda la ville de Kandahar ; puis la région devint une province du Royaume Séleucide, et servit à sceller l'alliance avec l’Empire maurya en 305 av. J.-C. La dynastie Shunga chassa les Mauryas en 185 av. J.-C., mais dut céder l'Arachosie vers -150 au Royaume gréco-bactrien.
Les Indo-Scythes chassèrent à leur tour les Gréco-indiens vers le milieu du Ier siècle av. J.-C. Ils abandonnèrent la région aux Parthes et aux Indo-Parthes au début du Ier siècle. L’Empire kouchan expulsa les Parthes et régna sur le pays avant d'être écrasé en 230 par les Perses Sassanides. Les Sassanides y établirent des vassaux ou des familiers de leurs monarques, les shahs Kouchans. Vers 360, les shahs du Kouchan furent déposés par les Chionites, qui furent à leur tour renversés à la fin du IVe siècle par la dynastie des Kidarites. Les Kidarites durent le céder dans les années 470 aux tribus Hephthalites, qui furent vaincues en 560 par une coalition entre Sassanides et Turcs. L’Arachosie devint une province des débris du royaume Kouchano-hephtalite de Kâpîssâ, puis de Kaboul, (administrée par des potentats locaux portant le titre de Zunbil) avant d'être déchirée par les incursions des Arabes musulmans, des Saffarides, des Tahirides et des Samanides. Enfin vers 870, les chefs Kouchano-hephtalites (aussi appelés dynastes Turco-Shahi), furent renversés par les Shahiyas hindous. Enfin au début du XIe siècle, l’Arachosie tomba aux mains des Ghaznévides.

## Sources
- (fr) Pierre Pellegrin (dir.), Aristote : Œuvres complètes, Paris, Éditions Flammarion, 2014, 2923 p. (ISBN 978-2-08-127316-0, BNF 44209623)